# Американские Виргинские Острова на зимних Олимпийских играх 2006
Американские Виргинские острова принимали участие в Зимних Олимпийских играх 2006 года в Турине (Италия) в шестой раз за свою историю, но не завоевали ни одной медали. Сборную страны представляла 1 женщина.
Единственная саночница Анна Абернати, представлявшая Американские Виргинские острова на Играх, во время одного из пробных спусков сломала запястье и не смогла участвовать в соревнованиях.